# Kościół Matki Bożej Piekarskiej w Katowicach
Kościół Matki Bożej Piekarskiej w Katowicach – rzymskokatolicki kościół parafialny parafii Matki Bożej Piekarskiej, położony jest przy ul. Ułańskiej w Katowicach, na terenie dzielnicy Osiedle Tysiąclecia, w stylu modernistycznym.
Odpust przypada w pierwszą niedzielę września, w związku ze wspomnieniem Matki Bożej Piekarskiej obchodzonym w liturgii 12 września.

## Historia
Władze kościelne zwróciły się do prezydenta Katowic dra Edwarda Mechy z prośbą o pozwolenie na erygowanie nowego punktu duszpasterskiego na obszarze Górnego Tysiąclecia 26 stycznia 1983 roku. Projekt budowy został przedstawiony biskupowi Herbertowi Bednorzowi przez architektów Henryka Buszko i Aleksandra Frantę 16 października 1983 roku. Wykop pod fundamenty rozpoczęto 23 kwietnia 1985 roku. Kamień węgielny, poświęcony przez św. Jana Pawła II na Muchowcu 20 maja 1983 roku, wmurowano 16 grudnia 1990 roku. Kościół poświęcił bp Damian Zimoń 17 grudnia 1990 roku.
Parafię erygował 1 września 1985 roku bp Damian Zimoń.

## Galeria

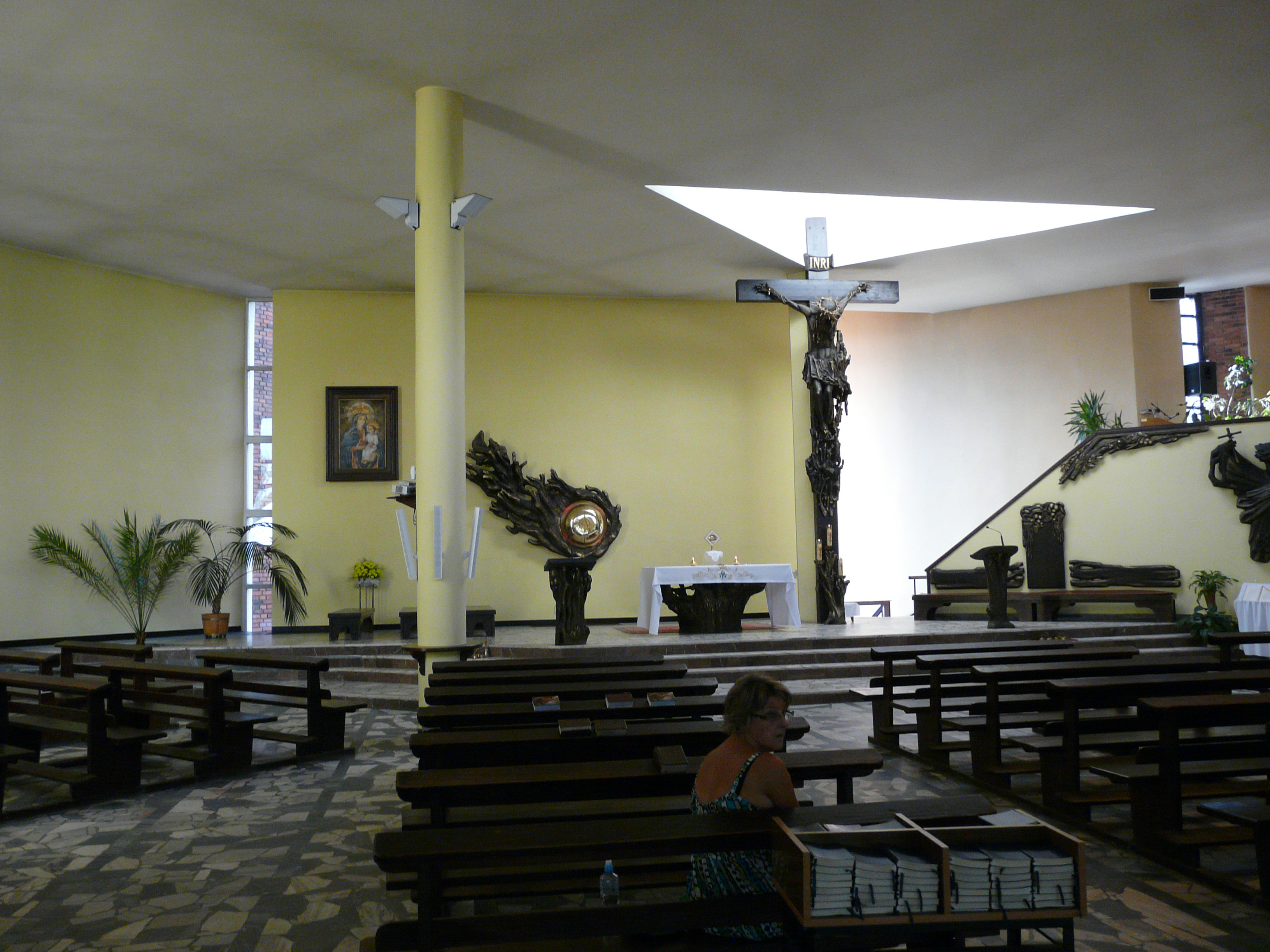
Wnętrze kościoła
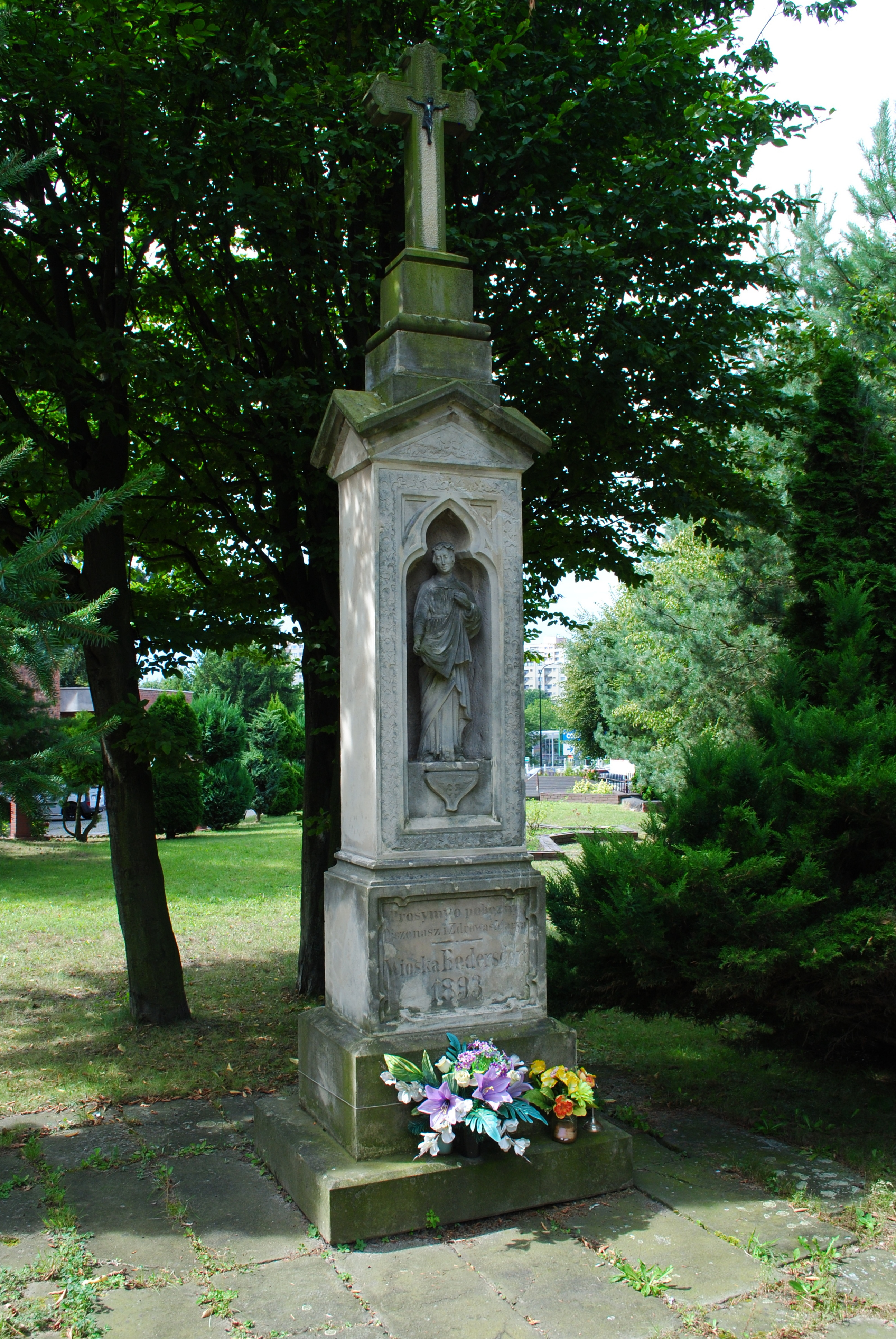
Krzyż przydrożny obok kościoła, 1893
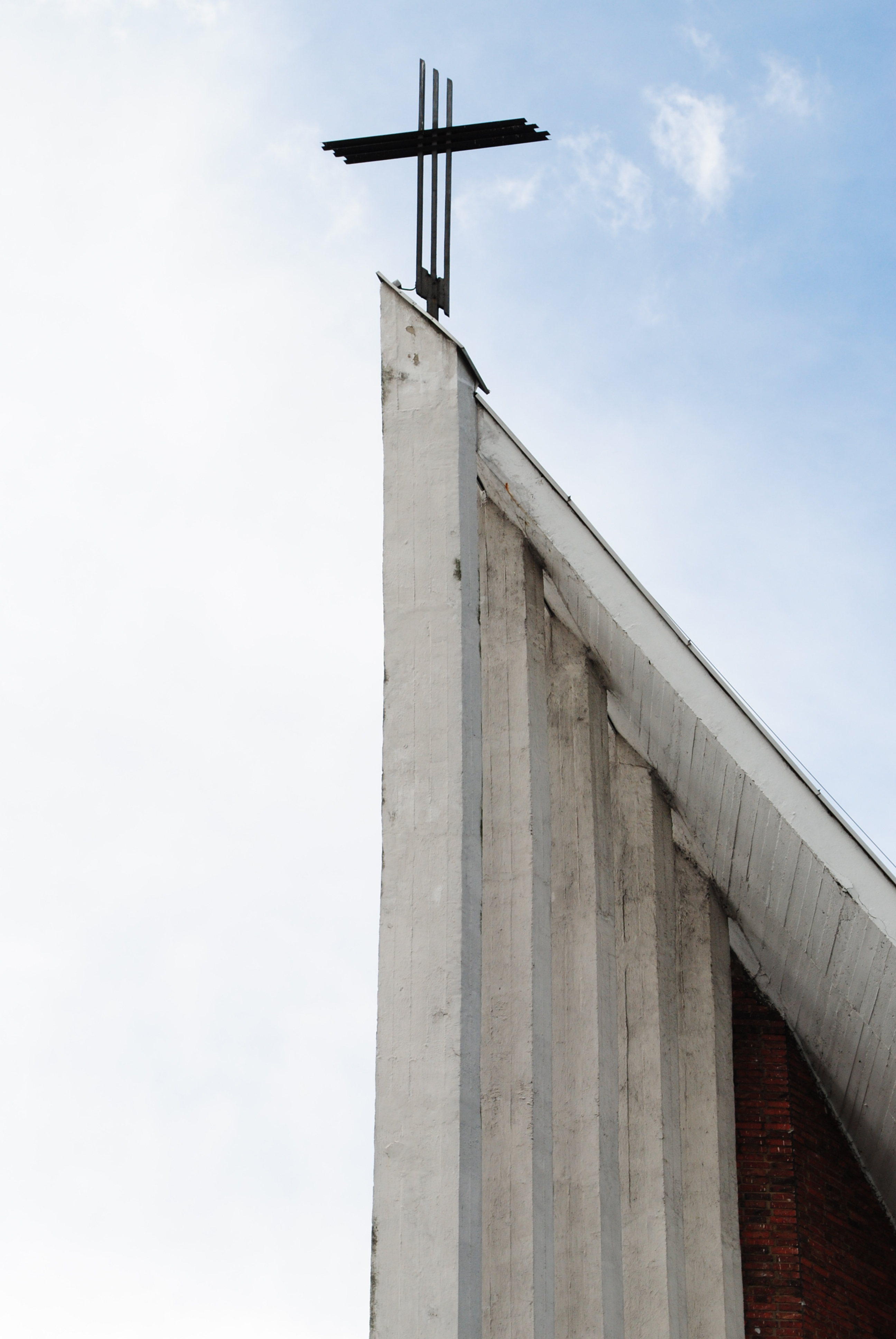
Fragment wieży kościoła
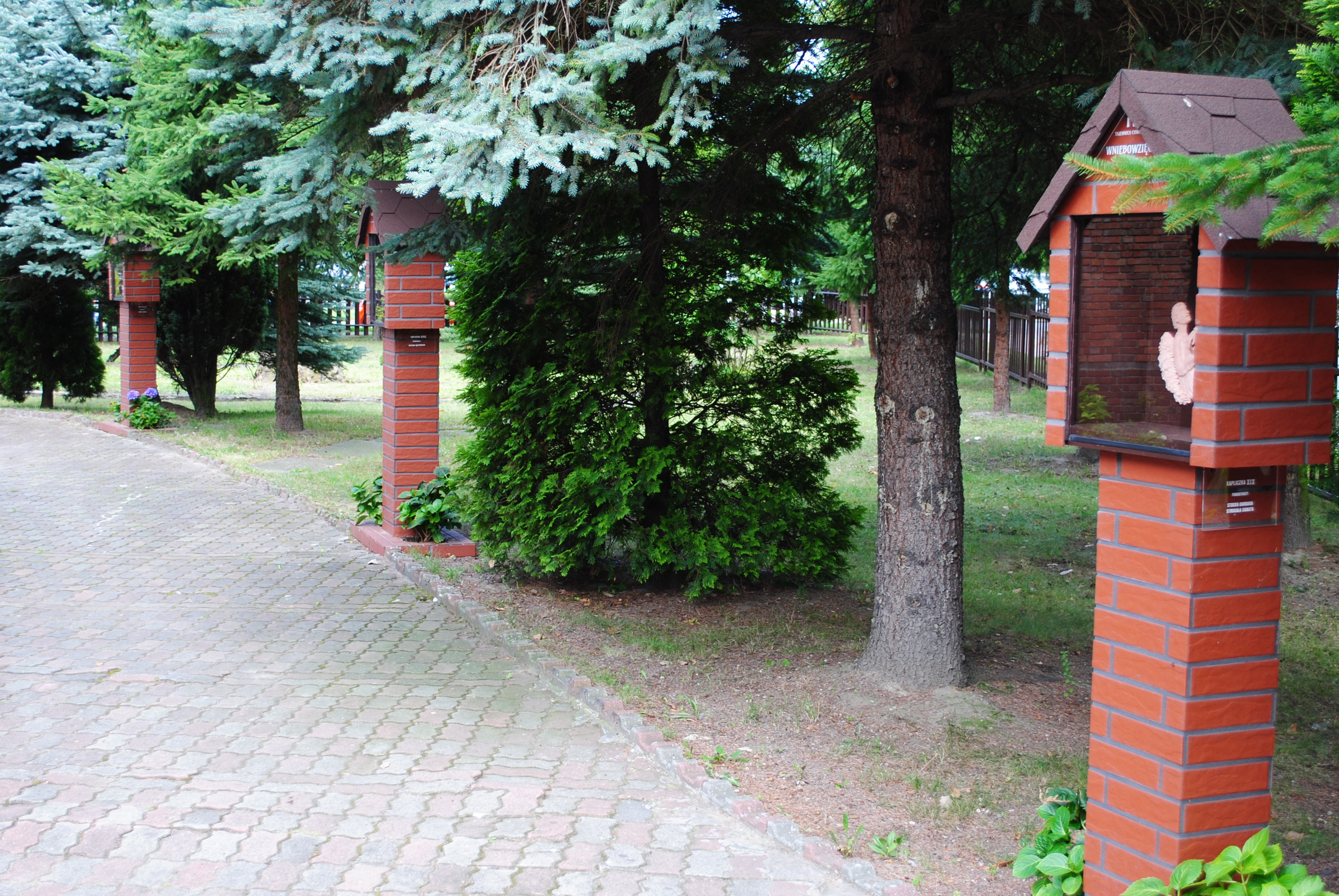
Tajemnice Różańcowe przy kościele